# Aitrach
Aitrach település Németországban, azon belül Baden-Württembergben. Lakosainak száma 3001 fő (2023. december 31.). Aitrach Bad Wurzach, Rot an der Rot, Tannheim, Kronburg, Lautrach és Aichstetten községekkel határos.

## Népesség
A település népessége az elmúlt években az alábbi módon változott:
| Lakosok száma | 2016 | 2337 | 2574 | 2541 | 2456 | 2563 | 2613 | 2556 | 2503 | 3001 |
|               | 1961 | 1967 | 1974 | 1980 | 1987 | 1993 | 2000 | 2006 | 2013 | 2023 |

Leutkirch és Memmingen között fekszik.
| Év       | 1871 | 1890 | 1910 | 1939 | 1961 | 1970 | 2002 | 2008 |
| Lakosság | 1118 | 1299 | 1471 | 1535 | 2186 | 2320 | 2600 | 2503 |

## Híres személyek és díszpolgárok
- Josef Weiger (1883–1966) római katolikus pap Mooshausenben
- Alfons Baumgärtner (1904–1976) treherzi születésű római katolikus pap
- Rudolf Fritz Weiss (1895–1991)